# École normale d'enseignement du dessin
L’École normale d'enseignement du dessin, dite « École Guérin », a été fondé en 1881 par l'architecte Alphonse Théodore Guérin, à Paris au numéros 19 rue Vavin et 9 rue Bréa. 

## Histoire
C'était la seule école d'art privée à Paris basée sur du volontariat (de la part des professeurs) et gratuite pour la plupart des élèves.
L'enseignement était basé sur un mélange des travaux d'atelier et cours oraux de composition décorative, de perspective, de l'histoire de l'art, d'anatomie.
Le but de cette fondation était de former les jeunes dessinateurs qui, sortant de différentes écoles, désirent se consacrer plus spécialement au dessin industriel.
Les élèves, adultes pour la plupart, y trouvaient un enseignement supérieur parachèvent leurs études classiques de dessin. En quelque sorte elle assurait la transition entre l'école proprement dite et l'atelier.
Depuis 1889, les subventions annuelles de la ville de Paris s'élèvent à 10 000 francs  jusqu'à 1899 puis à 4 000 francs.
À titre de comparaison et dans la même période, l'École nationale supérieure des arts décoratifs est subventionnée par l'État français, à hauteur de 300 000 francs annuellement.
En 1900, l'Ecole bénéficie d'une subvention d'État pour l'emplacement dans sept classes à l'Exposition universelle. 
En 1891, la Société d'encouragement à l'art et à l'industrie organisait un premier concours (de reliure) entre toutes les écoles de dessin de France.
Deux élèves de l'École Guérin y participent et obtiennent les deux premiers prix.
En 1893, à la troisième édition du Concours, deux élèves obtient trois prix dans les sections "bronze d'art" et "reliure"
En 1894, la même "Société d'encouragement des arts" propose pour la quatrième édition de son Concours une composition décorative, doté de sept prix et ressemblant 400 candidats.
L'école présente sept élèves et obtient cinq prix, dont le premier
En 1897, à l'Exposition de Bruxelles, l'Ecole obtient deux diplômes d'honneur et cinq médailles de bronze

## Comité de patronage de l'école
Alphonse Théodore Guérin (architecte) est président et directeur de 1881 à 1897.
En 1899, Alphonse Théodore Guérin est toujours directeur. Il est aidé par Camille Pelletan en tant que président et Marcel Mangin en tant que trésorier.

## Enseignants célèbres
- Henri Allouard, cours de sculpture
- Joseph Blanc,
- Emmanuel Cavaillé-Coll (de 1886 à 1891), cours d'art décoratif
- Jean-Charles Cazin,
- Julien Chaplain,
- Pierre Puvis de Chavannes,
- Eugène Grasset (de 1891 à 1903), cours de composition décorative, art décoratif, dessin industriel, modèle vivant
- Henry Jolly, cours de ciselure et teintures applicables au cuir, cours artistique de ciselure sur acier et nouvelles teintures
- Luc-Olivier Merson, cours de peinture
- Henri-Paul Nénot,
- Francis Thibaudeau

## Anciens étudiants célèbres
- Jeanne Bellanger
- Paul Berthon
- Georges Bourgeot peintre, potier, décorateur, maître verrier (Paris 1876 – Montreuil, Seine 1955)
- Jeanne Chapuis
- Berthe Chauvin
- Lucienne Emilie Marie Chevroton peintre décorateur
- mlle. Combette
- Jeanne Delisle
- Jeanne Doucet
- mlle. Dozoul
- mlle. Faignand
- Fiérard
- Fournier
- Paul Follot
- Marc Leclerc (écrivain)
- mlle. Lewis
- Marcelle Gaudin-Boole
- Jean Gaudin
- Augusto Giacometti
- Béatrice Guillaudin
- Joseph Guinard
- Arsène Herbinier
- Emma Herwegh
- Ada Hervegh
- Maurice-Isidore Leroy
- Paul Liénard
- Marcelle Mangin
- Anna Martin
- Mathurin Méheut peintre, décorateur
- Frédéric Menguy
- Juliette Milési vitrail, décoratrice
- Madeleine Mouset
- Lucien Payen
- Alfred Pichon
- Adine Poidevin
- Paul Pollot
- Jeanne Poncet
- Marcel Prilipp
- Henri Rapin
- mlle. Richardin
- Pierre Selmersheim meubles, architecte
- Anthony Selmersheim meubles, architecte
- Auguste Silice
- Camille Gabriel Schlumberger peintre, décoratrice
- Jules Tixier architecte(1854-1934)
- Eliseu Visconti peintre brésilien
- mlle. Winterwerber
- Philippe Wolfers